# 182nd Airlift Wing

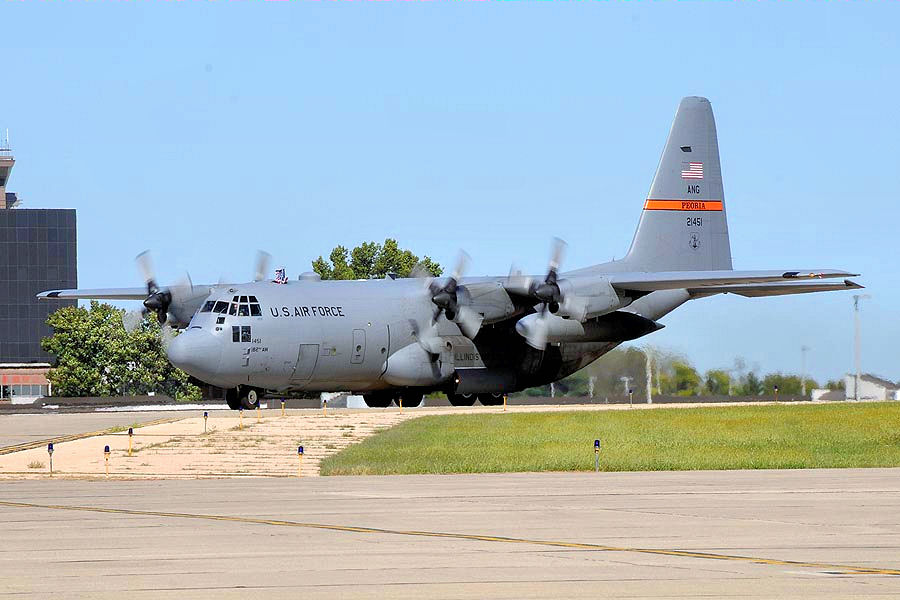
C-130H dello Stormo

Il 182nd Airlift Wing è uno Stormo da trasporto della Illinois Air National Guard. Riporta direttamente all'Air Mobility Command quando attivato per il servizio federale. Il suo quartier generale è situato presso la Peoria Air National Guard Base, Illinois.

## Organizzazione
Attualmente, al settembre 2017, esso controlla:
- 182nd Operations Group
  - 182nd Operations Support Flight
  -  169th Airlift Squadron - Equipaggiato con C-130H
- 182nd Maintenance Group
  - 182nd Aircraft Maintenance Squadron
  - 182nd Maintenance Squadron
  - 182nd Maintenance Operations Flight
- 182nd Mission Support Group
  - 182nd Civil Engineer Squadron
  - 182nd Communications Flight
  - 182nd Force Support Squadron
  - 182nd Logistics Readiness Squadron
  - 182nd Security Forces Squadron
  - 182nd Contracting Flight
- 182nd Medical Group
  - Ground Medicine
  - Aerospace Medicine
  - CERFP Medical Detachment
- 182nd Air Support Operations Group
  - 168th Air Support Operations Squadron
  - 169th Air Support Operations Squadron
- 264th Combat Communications Squadron
- 566th Air Force Band